# Argiagrion
Argiagrion là một chi chuồn chuồn kim thuộc họ Coenagrionidae. Đây là chi đơn loài, chỉ có một loài là Argiagrion leoninum.